# Слесаренко Павло Петрович
Слесаренко Павло Петрович (23 січня 1900 Юнаківка, Сумська область — 20 листопада 1986) — український художник, письменник, військовик.

## Життєпис

### Дитинство
Народився в слободі Юнаківка (нині село Юнаківка Сумського району) у сім'ї ремісників.
З 1907 року навчався у двокласному училищі. З 14 років почав заробляти самостійно, працюючи помічником у конторі, молотобойцем, розвізником, чоботарем і т.д.

### Служба

Слесаренко П.П. "Повінь", 1964 р.

Восени 1918 р. вступив до лав Червоної Армії. Близько півроку займався у Вищий школі військового маскування у Москві. У 1921 році — фронт у районі Очакова та Одеси. Потім знову Москва — після курсів техніків маскування успішно склав іспити до ВХУТЕМАС. Певний час навчався у художника-пейзажиста В.В. Мєшкова. У зв'язку із складними обставинами, мусив залишити художню освіту та продовжити службу у Червоній Армії.
У квітні 1935 р. його призначено в інженерний відділ Північного флоту м. Мурманськ, де він, художньо обдарований, організує маскувальну лабораторію.
З травня 1943 р. Павло Петрович працює в інженерному управлінні Військово-морський сил на посаді начальника відділку. Для роботи на об'єктах навчає групу художників. Один із його учнів, член Спілки художників РСФРР М. М. Успенський, пізніше зазначає у спогадах, що на Північному флоті в умовах Заполяр'я :

| ... першим, хто організував і очолив флотську маскувальну лабораторію... - був військовий інженер-підполковник Павло Петрович Слесаренко |.
П. П. Слесаренко також працює над складанням посібника з маскування військово-морських баз, пише декілька статей, отримує свідоцтва за два винаходи. Цю видатну людину було нагороджено орденами Леніна, Червоної Зірки, Червоного Прапору, бойовими медалями.

У 1947 р. — служить на Чорноморському флоті.

У лютому 1948 р. — репресований. Причина арешту — чернетки літературних творів, що потрапили у коло зору НКВД. Через сім років, 31 січня 1954 р., його звільняють «за відсутністю складу злочину».
Віра в життя, величезна сила духу, цільність натури, регулярні зайняття спортом, любов до мистецтва допомогли Павлу Петровичу вижити, залишитись громадянином, життєлюбом, наставником молоді і творцем.

### Творчість
1959 р. — Павло Петрович Слесаренко повертається до Сум, де починає завзято займатися живописом та літературою, конспектує підручники з історії живопису, віршоскладання, пише оповідання.
Як художник, Слесаренко став автором близько трьох тисяч робіт, що були виконані на папері, картоні, полотні. Загалом — це невеликого формату пейзажі, написані на пленері: квітучі весняні сади, осінні мотиви, сільські краєвиди, міські пейзажі. Працював олією. 

Одна з характерних якостей творчості Павла Петровича Слесаренка — мажорний світогляд. На цьому шляху він не завжди міг здолати одноманітність емоційного ряду пейзажів, але найкращі твори залишають враження зрілості, самостійності бачення автора. Художник ніби відкриває природу через своє неповторне експресивне світовідчуття, в деяких роботах виникають паралельні з Ван Гогом творчі риси (хоча знайомство Слесаренка з творчістю Ван Гога в той час було неможливим).
Виставки митця отримали дуже позитивні відгуки у відвідувачів. Це й не дивно — пейзажі художника передають колористику світосприйняття автора. Високо оцінив картини Павла Петровича і народний художник СРСР М.П. Глущенко, що залишив свій коментар про виставку у книзі відгуків (1967 р.):
| Усі роботи наповнені глибоким сенсом |.
Сумський художник Михайло Юденков також згадуює виставку Павла Слесаренка у Сумах, як велике творче враження.
Павло Слесаренко не був членом Спілки художників, що обумовило той факт, що більшість його робіт намальована на картоні (в радянський час професійні художні матеріали були доступні лише членам Спілки), а також невеликою кількістю персональних виставок. Він підтримував близький контакт із колегами-художниками, зокрема із земляком Володимиром Ратнером.
Частку його робіт зберігає Сумський художній музей ім. Онацького.

### Виставки
1967 р. — персональна виставка (м. Суми);
1989 р. — персональна виставка, Сумський художній музей ім. Н.Онацького (м. Суми);
1994 р. — участь у виставці СБТС.
Нині роботи художника зберігаються в Сумському художньому музеї ім. Н. Онацького, Сумському будинку-музеї А. П. Чехова та в приватних колекціях.

### Родина
Павло Слесаренко був двічі одружений. Від першого шлюбу мав двох синів, які на момент його смерті мешкали у Криму. У другому шлюбі дітей не мав.
Помер від запалення легенів після катання на лижах. Похований на Петропавлівському цвинтарі у Сумах.

### Нагороди
- Орден Червоної Зірки, 1944 р,
- Орден Червоного Прапора, 1944 р,
- Орден Леніна, 1945 р.